# سروب سارگسیان
سروب هاکوبی سارگسیان (ارمنی: Սերոբ Հակոբի Սարգսյան؛  زادهٔ ۱۲ آوریل ۱۹۰۹ - درگذشته ۱۹۹۰) نمایشنامه‌نویس و تئاترشناس اهل ارمنستان بود.

## زندگی‌نامه
وی در ۱۲ آوریل ۱۹۰۹ در زارانتس به دنیا آمد و از دانشگاه دولتی علوم پرورشی خاچاطور آبوویان ارمنستان (۱۹۴۴) فارغ‌التحصیل گشت وی عضو اتحادیه نویسندگان اتحاد شوروی بود. وی همچنین برندهٔ جوایزی همچون چهره فرهنگی شایسته ارمنستان شوروی شده‌است. وی در ۱۹۹۰ در سن ۸۱ سالگی درگذشت.